# Magdalena Milpas Altas
Magdalena Milpas Altas est une ville du Guatemala dans le département de Sacatepéquez.